# Holbæk B&I
Der Holbæk B&I, voller Vereinsname Holbæk Bold- og Idrætsforening, ist ein dänischer Sportverein aus Holbæk. Der Schwerpunkt dieses Vereins ist der Fußball.

## Geschichte
Der Holbæk B&I wurde am 4. August 1931 durch eine Zusammenlegung zweier Vereine aus besagter Kleinstadt gegründet. In seiner Vereinsgeschichte spielte der Verein vier Spielzeiten erstklassig.

## Europapokalbilanz
| Saison  | Wettbewerb | Runde    | Gegner                 | Gesamt | Hin     | Rück    |
| ------- | ---------- | -------- | ---------------------- | ------ | ------- | ------- |
| 1975/76 | UEFA-Pokal | 1. Runde | FKS Stal Mielec        | 1:3    | 0:1 (H) | 1:2 (A) |
| 1976/77 | UEFA-Pokal | 1. Runde | Eintracht Braunschweig | 1:7    | 0:7 (A) | 1:0 (H) |

Gesamtbilanz: 4 Spiele, 1 Sieg, 3 Niederlagen, 2:10 Tore (Tordifferenz −8)

## Ehemalige bekannte Spieler (Auswahl)
- Nicolai Stokholm
- Christian Poulsen
- Torben Hansen
- Frederik Tingager
- Mark Strudal